# Max Carey
Maximillian George Carnarius (Terre Haute, Indiana, Estados Unidos, 11 de enero de 1890 — Miami, Florida, Estados Unidos, 30 de mayo de 1976), más conocido como Max Carey, fue un beisbolista estadounidense. Jugó la mayor parte de su carrera para los Pittsburgh Pirates, y también formó parte de las filas de los Brooklyn Robins de las Grandes Ligas de Béisbol. En 20 años de carrera profesional ganó una Serie Mundial y en diez ocasiones acumuló el mayor número de bases robadas en la Liga Nacional. Tras su retiro como jugador fungió como mánager de las Grandes Ligas en dos temporadas, y fue presidente de una liga femenina de béisbol. Fue ingresado al Salón de la Fama del Béisbol en 1961.

## Biografía
Nació en la localidad de Terre Haute, estado de Indiana, y sus  padres fueron Catherine Astroth y August Carnarius, un exsoldado prusiano que peleó en la guerra franco-prusiana.  Lejos de seguir una carrera militar, era el deseo de sus progenitores que el joven Maximillian se convirtiera en un ministro luterano, por lo que ingresó a Concordia College en Fort Wayne, donde recibió una sólida educación militar y deportiva, y posteriormente se matriculó en el seminario Concordia en la ciudad de San Luis en 1909.
Sin embargo, en Concordia ya empezaba a destacar en el béisbol por su agilidad y rapidez. De hecho, ese mismo año de 1909 solicitó al mánager del equipo South Bend para que lo incorporara como campocorto, y para demostrar sus facultades le mostró una medalla ganada en el atletismo. Al final su petición fue aceptada, pero su desempeño no fue destacado por lo que volvió al seminario luterano. Por otra parte, fue en este periodo que pasó a ser conocido con su nuevo apellido «Carey», debido a que él deseaba un nuevo nombre para mantenerse como amateur.
El deseo de volver al béisbol y ganar dinero, hizo que intentara nuevamente el ingreso al equipo de South Bend en 1910. Aunque no logró el puesto de campocorto, pudo colocarse como jardinero izquierdo. Al contrario de la temporada pasada sus estadísticas mejoraron, entre las que destacaron 86 bases robadas. Por estos resultados se ganó la recomendación para ser contratado por los Pittsburgh Pirates al final de ese mismo año.
En ese equipo se encontraba Honus Wagner y el mánager y pelotero Fred Clarke, a quien sustituyó en la posición de jardinero en los dos últimos juegos de la temporada. En 1912 alcanzó por primera vez un promedio de bateo arriba de ,300 (,302), y en la temporada de 1913 acumuló el mayor número de bases robadas en la Liga Nacional con 61, en la que fue la primera de diez ocasiones que lideró esta categoría. De hecho, a través de su carrera en las Mayores no se caracterizó como un bateador de poder, sino más bien como un pelotero veloz para correr las bases, siendo favorecido por las dimensiones del estadio Forbes Field. No obstante, su marca de 738 bases robadas en la liga se mantuvo hasta 1974 cuando fue sobrepasada por Lou Brock. Según sus propias palabras el secreto para robar bases se encontraba en dar un «buen salto» al inicio de la carrera, además, el «miraba el movimiento del lanzador y después aceleraba lo más que podía tras dar dos pasos»".
Uno de sus mayores logros fue la obtención de 51 bases robadas en 53 intentos en 1922. Además, ese mismo año se adjudicó un promedio de bateo de ,329 en 155 juegos. En cuanto a la defensiva, cubrió en su mayor parte el jardín central, y alcanzó el mayor número de asistencias en la liga en cuatro ocasiones, siendo el séptimo en la historia de las Grandes Ligas con 339 hasta 2015.
Por otro lado, Carey realizó dos importantes contribuciones a la indumentaria del béisbol. Primero fue el cojín antideslizante que usaba en la parte lateral externa del muslo, el cual patentó y que según la historia fue cosida originalmente por su madre. También se le ha adjudicado el uso de las gafas de sol abatibles por primera vez en el terreno de juego.
En 1925 Carey y los Pirates ganaron la Liga Nacional y por tanto arribaron a la Serie Mundial. En este «clásico de otoño», Max aportó 11 hits, dos carreras impulsadas, seis carreras anotadas, y un promedio de bateo de ,458 para que su equipo ganara la serie en siete juegos (4-3) ante los Washington Senators. Tras el campeonato se convirtió en el pelotero mejor pagado de los Pirates con 16 500 dólares anuales.
En 1926 los Pirates enfrentaron una disputa interna de la que Carey salió perjudicado. Sucedió que la intromisión en la dirección del equipo por parte de Fred Clarke, asistente del mánager Bill McKechnie, empezó a generar inconformidad dentro de los peloteros, por lo que estos —convocados por los más veteranos entre ellos Carey— demandaron su separación. Sin embargo el propietario Barney Dreyfuss ignoró el requerimiento y decidió la suspensión de Carey y otros involucrados. Tras el incidente, Carey fue contratado por los Brooklyn Robins hasta el final de la temporada.
El año 1929 fue el último de Max Carey como pelotero, quien contaba con 39 años de edad. En 1930 pasó a formar parte del cuerpo de entrenadores de los Pirates, pero en 1932 tomó el cargo de mánager de los Brooklyn Robins con quienes implantó el estilo de juego ligado a los toques dentro del cuadro y la velocidad de los jugadores. Su dirección llevó a Brooklyn a ocupar el tercer puesto de la Liga Nacional con marca de 81-73, pero en 1933 el equipo cayó al sexto puesto de la liga con récord negativo de 65-88, en lo que fue su última temporada como mánager.
Tras esta experiencia se dedicó a la inversión en bienes raíces, pero reportó pérdidas debido a la Gran Depresión. Posteriormente fue copropietario de una escuela de béisbol en Florida, y además mánager y propietario de un equipo de Miami de la Florida Coast League entre 1941 y 1942. Se desempeñó también como cazatalentos de los Baltimore Orioles. Una faceta destacada en esta etapa de su vida fue la dirección del equipo femenino Milwaukee Chicks perteneciente a la All-American Girls Professional Baseball League. Allí ganó un campeonato en 1944 y fue presidente de dicha liga femenina entre 1945 y 1949. También escribió libros y artículos sobre el deporte.
En 1961 fue ingresado al Salón de la Fama del Béisbol. Fue además un reconocido comentarista y tuvo un paso en la política al brindar su apoyo a la campaña presidencial de Richard Nixon. Murió en el año 1976 tras sufrir padecimientos cardíacos.

## Estadísticas
Estadísticas a la ofensiva de Max Carey en las Grandes Ligas (bateador ambidiestro).
| Jugador   | Equipo (s) | JJ   | VB   | CA   | H    | 2B  | 3B  | HR | RBI | BB   | K   | BR  | OR  | AVG  |
| Max Carey | PIT, BRO   | 2476 | 9363 | 1545 | 2665 | 419 | 159 | 70 | 802 | 1040 | 695 | 738 | 109 | ,285 |

JJ: Juegos jugados, VB: Veces al bate, CA: Carreras anotadas, H: Hits, 2B: Dobles, 3B: Triples, HR: Home runs, RBI: Carreras empujadas, BB: Bases por bolas, K: Ponches, BR: Bases robadas, OR: Outs robando, AVG: Porcentaje de bateo